# Canton de Confolens-Nord
Le canton de Confolens-Nord est une ancienne division administrative française, située dans le département de la Charente et la région Nouvelle-Aquitaine.
En 2015, ses communes rejoignent celles des cantons de Chabanais et Confolens-Sud pour former le nouveau canton de Charente-Vienne.

## Composition
Le canton de Confolens-Nord se composait d’une fraction de la commune de Confolens et de sept autres communes. Il comptait 4 558 habitants (population municipale) au 1er janvier 2012.
| Nom                   | Code Insee | Intercommunalité         | Population (dernière pop. légale)             |
| --------------------- | ---------- | ------------------------ | --------------------------------------------- |
| Confolens (chef-lieu) | 16106      | CC de Charente Limousine | Fraction : 1 325(2012) Commune : 2 670 (2017) |
| Ambernac              | 16009      | CC de Charente Limousine | 372 (2014)                                    |
| Ansac-sur-Vienne      | 16016      | CC de Charente Limousine | 847 (2014)                                    |
| Épenède               | 16128      | CC de Charente Limousine | 218 (2014)                                    |
| Hiesse                | 16164      | CC de Charente Limousine | 242 (2014)                                    |
| Lessac                | 16181      | CC de Charente Limousine | 557 (2014)                                    |
| Manot                 | 16205      | CC de Charente Limousine | 589 (2014)                                    |
| Pleuville             | 16264      | CC de Charente Limousine | 360 (2014)                                    |

## Représentation

### conseillers généraux de 1833 à 2015
| Période | Période      | Identité                                                 | Étiquette          | Qualité |
| ------- | ------------ | -------------------------------------------------------- | ------------------ | --- |
| 1833    | 1836         | François Pougeard-Dulimbert                              |                    | Avocat, ancien Préfet                                                                                                |
| 1836    | 1848         | Baron Jean Joseph Pougeard-Dulimbert (fils du précédent) | Républicain modéré | Colonel de gendarmerie puis Général de brigade Député (1848-1851)                                                    |
| 1848    | 1852         | Léonide Babaud-Laribière (1819-1873)                     |                    | Avocat à Confolens Préfet de la Charente Grand-maître du GODF (1870-1871)                                            |
| 1852    | 1854         | Joseph Périgord de Villechenon (1804-1891)               |                    | Colonel, Avocat, propriétaire à Confolens                                                                            |
| 1854    | 1866         | Maurice Jules François Pignier                           |                    | Juge honoraire au Tribunal civil de Confolens                                                                        |
| 1866    | 1889         | Gustave Maillard                                         | Droite             | Avocat Maire d'Hiesse                                                                                                |
| 1889    | 1925         | Antoine Babaud-Lacroze                                   | RG                 | Maire de Confolens Directeur du Républicain Confolentais Président du Conseil Général (1910-1921) Député (1890-1919) |
| 1925    | 1940         | Léonide Babaud-Lacroze (fils du précédent)               | Rad.               | Avocat Sénateur (1929-1940)                                                                                          |
|         |              |                                                          |                    | |
| 1943    | 1945         | Pierre Défaut                                            | ?                  | Adjoint au maire de Confolens Nommé conseiller départemental en 1943.                                                |
|         |              |                                                          |                    | |
| 1945    | 1976 (décès) | Marcel Perrot                                            | Rad.-RGR MURF      | Médecin Maire de Confolens (1965-1975)                                                                               |
| 1976    | 1979         | Bernard Enixon                                           | UDF-Rad.           | Exploitant forestier Maire de Manot (1947-1983)                                                                      |
| 1979    | 1985         | Paul Lévy                                                | PS                 | Professeur d'histoire Maire de Lessac (1977-2020)                                                                    |
| 1985    | 1998         | Bernard Enixon                                           | DVD puis UDF       | Exploitant forestier, Manot                                                                                          |
| 1998    | 2011         | Jean-Louis Dutriat                                       | UDF-FD puis UMP    | Maire de Confolens (2008-2014)                                                                                       |
| 2011    | 2015         | Philippe Bouty                                           | PS puis DVG        | 1er adjoint au Maire de Confolens depuis 2014                                                                        |

## Conseillers d'arrondissement (de 1833 à 1940)
| Période | Période      | Identité                                | Étiquette   | Qualité |
| ------- | ------------ | --------------------------------------- | ----------- | --- |
| 1833    |              | Jean Barbarin de Lamartinie (1779-1855) |             | Magistrat, maire de Confolens                                                                               |
|         |              |                                         |             | |
| 1848    | 1852         | Jean Gédéon Marchadier (1796-1869)      |             | Propriétaire, maire d'Ambernac                                                                              |
| 1852    | 1855         | M. Pignier                              |             | Avocat à Confolens                                                                                          |
| 1855    | 1858         | Ernest Pascaud (1814-1886)              |             | Avocat à Confolens                                                                                          |
| 1858    |              | Eliacin Marchadier                      |             | Propriétaire à Ambernac                                                                                     |
|         |              |                                         |             | |
| 1871    | 1890 (décès) | Charles Babaud-Laribière (1824-1890)    | Républicain | Maire de Confolens                                                                                          |
| 1890    | 1919         | Jean Petit                              | Républicain | Banquier à Confolens                                                                                        |
| 1919    | 1922         | M. Vergeaud                             | Radical     | Négociant, entrepreneur, adjoint au maire de Confolens                                                      |
| 1922    | 1940         | Jean Chardat (1868-1947)                | Radical     | Négociant en bois et en vins à Confolens, maire de Manot                                                    |
| 1940    |              |                                         |             | Les conseils d'arrondissement ont été suspendus par la loi du 12 octobre 1940 et n'ont jamais été réactivés |

Sources : Journal "La Charente" https://gallica.bnf.fr/ark:/12148/cb32740226x/date&rk=21459;2.

## Élections cantonales de mars 2004
- Résultats du scrutin du 28 mars 2004 :

| Nom                | Nuance | Voix  | % exprimés | élu/battu |
| ------------------ | ------ | ----- | ---------- | --------- |
| Jean-Louis Dutriat | UMP    | 1 427 | 52,19 %    | élu       |
| Gilbert Germaneau  | PS     | 1 270 | 47,09 %    | battu     |

- Rappel du 1er tour, scrutin du 21 mars 2004 :

| Nom                | Nuance         | Voix  | % exprimés | élu/battu |
| ------------------ | -------------- | ----- | ---------- | --------- |
| Jean-Louis Dutriat | UMP            | 1 182 | 46,48 %    | ballotage |
| René Thromas       | FN             | 164   | 6,45 %     | battu     |
| Gilbert Germaneau  | PS             | 733   | 28,82 %    | ballotage |
| Serge Boudesseul   | Divers gauche  | 280   | 11,01 %    | battu     |
| Patrick Nadaud     | Extrême gauche | 64    | 2,52 %     | battu     |
| Jean Urroz         | Partit occitan | 59    | 2,32 %     | battu     |
| Alain Savi         | Les Verts      | 61    | 2,40 %     | battu     |

## Démographie
| 1962 | 1968 | 1975 | 1982 | 1990  | 1999  | 2006  | 2011  | 2012  |
| ---- | ---- | ---- | ---- | ----- | ----- | ----- | ----- | ----- |
| -    | -    | -    | -    | 5 024 | 4 499 | 4 574 | 4 598 | 4 558 |